# Neoplocaederus incertus
Neoplocaederus incertus es una especie de escarabajo longicornio del género Neoplocaederus, tribu Cerambycini, subfamilia Cerambycinae. Fue descrita científicamente por Gestro en 1892.

## Descripción
Mide 28 milímetros de longitud.

## Distribución
Se distribuye por Somalia.